# Історичне місто
Історичне місто, термін — вживається в сучасному праві, що пов'язане з охороною історико-культурної спадщини, для означення міст, які:

а) уособлюють цінності, притаманні традиційним міським цивілізаціям;

б) зберегли впродовж віків неповторне обличчя, традиційну планувальну структуру, відповідне культурне, історичне та архітектурне середовище.
Питання охорони історико-культурної спадщини на правовому рівні почали активно дебатуватися після Другої світової війни, але про окрему категорію "історичне місто" тоді ще не йшлося. 1964 у т.зв. Венеціанській хартії про консервацію й реставрацію пам'яток та визначних місць поняття "історична пам'ятка" (пам'ятка, що підлягає охороні й реставрації) було поширене на "міське чи сільське середовище, що має характерні ознаки певного типу цивілізованості". 1976 в ухвалі Ген. конференції ЮНЕСКО (див. ЮНЕСКО) щодо "історичних ансамблів" поняття "історичний ансамбль" вживалося стосовно сукупності будівель, споруд та прилеглого до них відкритого простору, яка становить певну цілісність і є археологічною, архітектурною, історичною, естетичною та соціокультурною цінністю.
Поняття "історичне місто" вперше з'явилося в ухваленій Міжнар. радою з питань пам'яток і визначних місць (ІКОМОС) Міжнар. хартії про охорону істор. міст (1987). Прийняття хартії прямо пов'язувалося із все зростаючою загрозою "очищення" давніх міст від прикмет минулого. Хоч хартія й не визначала критеріїв зарахування міст до числа істор., у ній йшлося про необхідність визнання охорони давнини невід'ємною складовою політики екон. й соціального розвитку таких, тобто "історичних", міст. Особливо наголошувалося на необхідності збереження планувальної структури І.м., у т. ч. зв'язків між його забудованими, вільними та озелененими зонами, а також набутого містом у процесі істор. розвитку призначення.
В укр. законодавстві термін "історичне місто" фігурує дещо у видозміненому вигляді. В Законі "Про охорону культурної спадщини" (2000) йдеться, зокрема, про "історичне населене місце" та "історичний ареал населеного місця", а в постанові КМ України від 26 лип. 2001 наведено Список істор. населених місць України (у ньому зазначено 401 населений пункт, подано відомості про дати їх заснування). Для істор. ареалу кожного І.м. розробляються "Правила охорони і використання історичного ареалу".
В Україні до числа істор. прийнято зараховувати міста, вік яких сягає понад 300 років, а також усі обласні центри, незалежно від їхнього віку (з огляду на зосереджені в них містобудівні й культ. цінності). Проте чітких критеріїв зарахування міст і, особливо, селищ міськ. типу до числа істор. місць не вироблено; не до кінця розв'язані питання адаптації укр. законодавства до загальносвіт. стандартів наук. освоєння, охорони та використання містобудівної спадщини.